# 這いよれ! ニャル子さん
『這いよれ！ ニャル子さん』（はいよれ ニャルこさん）は、逢空万太による日本のライトノベル。イラストは狐印が担当している。GA文庫（ソフトバンククリエイティブ→SBクリエイティブ）より、2009年4月から2014年3月まで刊行された。

## 概要
第1回GA文庫大賞優秀賞受賞作（受賞時のタイトルは「夢見るままに待ちいたり」）。「電子書籍アワード2013」ライトノベル部門では6位を獲得している。2012年5月時点でシリーズ累計部数は100万部を突破している。
物語の内容はクトゥルー神話を元ネタにしており、あとがきによると「ラブコメ」。ただし作者曰く「ラブクラフトコメディ」の略。公式のアオリ文などでは「ハイテンション混沌コメディ」とされている。また、作中にはクトゥルー神話に限定せず、漫画・アニメ作品や特撮作品を出典とした様々な小ネタが散りばめられている。これは、作者によると本作品の根幹が「元ネタありき」であるため、首尾一貫してパロディ的な作品にしたかったからだという。
『GAマガジン』と『GA文庫マガジン』に番外編が掲載された。これらは単行本第7巻と第11巻にまとめられている。2009年10月にはドラマCD化がなされ、2014年3月現在第5弾まで発表されている。
2009年10月からはFLASHアニメを用いたOVA化が進められ、2010年12月にはBS放送で放送時間5分のミニ番組としてテレビ放映も行われた。
『ミラクルジャンプ』第3号より第13号にかけて、岡崎圭作画でコミカライズが連載された。また、同年10月よりスピンアウト4コマ漫画『這いよれ!スーパーニャル子ちゃんタイム』が星野蒼一朗の作画にて『FlexComixブラッド』で、2012年10月からは『COMIC メテオ』で連載されている。

## あらすじ
高校生の八坂真尋はある日、夜道で怪物に襲われるも突如現れた謎の少女に救われる。その少女は、自身がクトゥルー神話に登場するニャルラトホテプそのものであると語り、また自身が宇宙人であること、真尋が他の宇宙人に狙われており、護衛として自分が派遣されたことなどを告げるのだった。
ニャルラトホテプ（ニャル子）が真尋の前に現われて以降の最初の事件を解決し、宇宙への帰還の途に着こうとした際、ニャル子の兄が、幻夢境の神々をSATSUGAI(殺害)したため、代わりに幻夢境を守ることになるが、幻夢境の警備に就くエージェントの滞在地である"ンガイの森"がクー子に放火され焼失したため、八坂家に滞在しながらの監視となる。最初の事件を起こした犯罪組織の用心棒だったクー子は組織から足を洗い、ニャル子を追いかけ、八坂家に滞在し始める。
また真尋は時間停止の影響を受けない体質が原因で、宇宙の動画サイトから狙われる。

## 登場人物
声優は、ドラマCD（第1弾 - 第4弾）/ テレビアニメ、ドラマCD（第5弾）の順。区分なきものは全作品共通。

### 主な登場人物
八坂 真尋（やさか まひろ）
声 - 喜多村英梨
本作の主人公。地球に住む普通の男子高校生。宇宙犯罪組織とニャル子に狙われる。メインツンデレヒロイン兼被害者兼ツッコミ役。クトゥルフ神話に一通り目を通しているため、神話と現実のギャップにツッコミを入れることも多い。また、ニャル子の多用するアニメや漫画ネタにツー・カーで返すほどその方面の知識にも詳しい。両親が毎年旅行で長く家を空けることから、家事も一通りできる。
普段は温厚だが、ニャル子やクー子に対しては0フレーム発生でフォークを突き刺すという激しいツッコミを見せる。そのフォークは邪神に対してダメージを与える威力を持ち、巻を追うごとにその速度と精度は増している。
クー子曰く「宇宙人受けする顔」らしく、ニャル子に一目惚れされたのもそのため。貞操観念は固いが恋愛方面にはかなり初心なところがあり、ニャル子の両親に挨拶するという話題や珠緒からの告白で直ぐ赤面したこともある。ニャル子の好意については、「普通の人間だったら嬉しい」程度のもの。ニャル子の本当の姿は地球人が想像できるものではない上、彼女をはじめ宇宙人達の個人的な事情からさまざまな騒動に巻き込まれる生活にウンザリしており、平穏な生活を取り戻したいと願っている。
実は時間干渉の能力を無効化する能力を持つ稀有な存在で、このため（クー子やノーデンスなど）邪神によって時間凍結をかけられても何事もなかったように動くことができる。
ニャル子（ニャルこ）
声 - 阿澄佳奈
本作のヒロイン。残忍で破壊的な性格がチャームポイント。見た目は銀髪の美少女だが、クトゥルフ神話に登場する「無貌の神」ニャルラトホテプであり、種族特性として容姿の変化は自由自在で、ニャル子曰く1000の顔を持つという。頭部のアホ毛は、敵を感知する「邪神レーダー」となっている。他者に対しては基本的には丁寧語で話すが、敵対する相手（クー子など）に対しては若干ガラの悪い言い回しが混じることがある。
自ら「ニャル子とお呼びください」と言い、真尋やクー子やハス太からもそのように呼ばれている。本名はあるが地球人には発音しにくい上、それを知ることは男女の付き合いを深める意味を持つという。学校では「八坂ニャルラトホテプ」を名乗っている。
宇宙連合の「惑星保護機構」に所属しており、最初は人身売買組織に狙われた真尋の保護、および取引ルート解明のため地球に来訪する。事件解決後に惑星保護機構へ帰還した筈が、300年分の有給休暇消化を理由に真尋宅に居付く。さらにその後、幻夢境に来る新任の神々の補佐を上司から命じられ、本格的に地球に落ち着くことになる。
真尋に対しては最初に担当を名乗りを上げるほどの一目惚れで、良くも悪くも下心全開で直球ストレートのアプローチを公然とかけている。真尋に対しては明るくておちゃらけた態度ではあるが、内心における真尋への恋心は本物である。
地球のアニメ、ゲーム、漫画を非常に好んでおり、加えてオタク知識が豊富でアニメ以外に古い映画の造詣も深い。作中ではこれらの知識を用いてボケることが多々ある。真尋も認めるほどの料理上手だが、材料に外宇宙の得体の知れない食材を使うため、なかなか食べてもらえない。
変身に並ぶ種族特性として、邪神級の戦闘能力を持つ。一応「正義の味方」だが、彼女が使用する「宇宙CQC」と称される必殺技の内容は無慈悲かつ非道であり、真尋に「僕にはお前が犯罪組織側の人間に見える」と言われるほどえげつない。
クー子（クーこ）
声 - 松来未祐
クトゥルフ神話に登場するクトゥグアの元となったクトゥグア星人の一個体で、炎に身を包んでいる。抑揚のない小声で話すことが多く、器量良しだが無愛想・無表情。精神年齢の低い部分があり、素の挙動はしばしば幼児に喩えられる。真尋のことを「少年」と呼ぶ。
ニャル子とは幼馴染みで、幼稚園の頃に虐められていたところを同じ幼稚園に通っていたニャル子に助けられた。それ以降ニャル子に深い愛情を抱いて、ニャル子の気を惹くために絶えず喧嘩してきた間柄。ニャル子からの攻撃によるダメージの8割が快感に変換されるほどのマゾヒストで、いつもニャル子と「検閲に引っ掛かるようなことをしたい」と吐露しては真尋から「変態」とまで呆れられる始末。小学校卒業後はニャル子と離れ離れになり連絡もとれず義務教育終了後ニートとなったが、ニャル子の地球来訪を知って犯罪組織のノーデンスを脅して用心棒に収まり、ニャル子を拉致監禁しようとする。しかし、真尋を恋敵とみなして殺そうとしたことがニャル子の逆鱗に触れ、本気を出したニャル子に半殺しにされた。その後、叔父のツテで惑星保護機構に就職し、エージェントとして八坂家にやってきた。学校では「八坂クトゥグア」と名乗り、ニャル子の「妻」を宣言して物議を醸す。
ニート時代のオンラインゲーム仲間が多く、その幅広い人脈を使うこともしばしば。ゲームのプレイングレベルも高い。また、猫舌でもあるが、アニメ化された際にはルーヒーのたこ焼きを丸飲みするシーンがあるなどして、その矛盾が後から小説でもネタにされている。
八坂家居候後は真尋のことをLoveではなくLikeの意味で好き。しかし従姉妹のクー音が八坂家に査察に訪れた際、結婚を迫る彼女から逃れるために真尋を婚約者に仕立て上げて大騒ぎをした際、自分も真尋の優しさに惹かれていることを告白し「ニャル子と結婚し少年を愛人にする」とまで述べている。
ハス太（ハスた）
声 - 釘宮理恵、関智一（「黄衣の王」形態）
「名状しがたきもの」ハスターの元となったハスター星人の一個体。ニャル子やクー子とは同級生。2人と違い邪気のない癒し系の性格で照れ屋。3人の邪神達の中では比較的常識神であり、人間関係の緩衝材。真尋からは弟分のように思われている。
神話に記されるごとく全身黄色づくめの服装で、小柄な体型をした美少女然の外見ながら、性別はオス（男）。見かけによらず戦闘能力はかなり高く、風を操る能力を有する。風を操る＝天候を操るということから本気モードである「黄衣の王形態（サイクロンエフェクト）」では雷や氷も操ることが可能で、その時はハス太が成長すればこうなるのではないかという青年の姿になる。また、ニャル子と同様に「邪神レーダー」をもち、邪神の存在を感知することができる。
宇宙ゲームハードメーカー、「カルコサ・コンピュータ・エンタテインメント（CCE）」の御曹司で、「セラエノ図書館」で司書をしていた。父親から頼まれ図書館を退職して、真尋の母・頼子を捜しに来た際、「曲がり角でぶつかる」というベタなイベントを経て真尋に一目惚れし、真尋と「がったいしたい」と願っている。その後「八坂ハス太」として真尋達の学校に編入し、八坂家第三の居候となる。その際真尋のことを「大切なひと」宣言し、クラスメイトの間で物議を醸した。現在は惑星保護機構の非正規職員のような立ち位置にいる。
一方、当初は敵対する立場にあったルーヒーとは後に心を通わせていき、いつの間にか憎からず想うようになっていった。ただし、それが恋愛感情であるかどうかは本人にもはっきりとせず、真尋への想いとの間で戸惑い、悩むことも。今の所は「傍にいると安心できる」女性という感じだがルーヒーとカップルになっていると真尋は評価している。
日本文学研究者の伊藤慎吾は、男であるハス太がニャル子やクー子以上にかわいいキャラクターとして描かれている点を指摘し、女装してはいないものの明らかに「男の娘」萌えを意図した造形になっていると述べている。
シャンタッ君（シャンタッくん）
声 - 金田朋子 / 新井里美、徳井青空（幼女時）
ニャル子のもつカプセルペットの1匹でシャンタク鳥。対ナイトゴーント戦の際に召喚される間も無く返り討ちに遭い、その時の体力消耗で愛玩動物サイズに萎縮。以後は八坂家のペット的存在となり、召喚したニャル子よりも真尋に懐くようになる。だが愛玩動物の立ち位置に甘んずる事無く、常に誰かの役に立ちたいと思いこと真尋に対しては恋愛感情らしきものも抱いている。
ニャル子の意思とエネルギー状態によりバイク形態「マシンシャンタッカー」への変形も可能。作中では鶏のように卵（宇宙ではシャンタク鳥の卵は滋養豊かで貴重とされるとか）を産む描写が見られるが、性別は不明。
八坂頼子（やさか よりこ）
声 - 井上喜久子 / 久川綾
真尋の母親。乙女座。B型。年齢不詳。高校生の息子がいるとは思えないほど若く見えるが、当人曰く「永遠の17歳」。そこに突っ込む者には、地球圏最強クラスの邪神をさえも恐怖させるほどの殺気を漲らせる。温和でおっとりとした性格だが、ニャル子たちには時として年長者らしく振る舞い、節操や常識を感じないことには呆れることもある。真尋を抱擁することによって生成される謎の元素「ムスコニウム」を摂取しないと生きていけないほど真尋を溺愛している。また、「ダンナ酸」も摂取しないと本調子になれない。また、若い子の恋愛を陰日向で応援することが好き。
大学時代に入りたかったゼミに入れず、たまたま空いていた「実戦民俗学」に入ったため、主婦離れした戦闘力を身につけ、邪神ハンターのアルバイトまでしていた。卒業後も教授から年に一回ほど狩りの誘いがあり、そのため毎年新婚旅行という名目で年一回夫婦で世界をモンスターハント旅行している。
使用武器はいろいろと試してみた結果、フォークがしっくりきたため、愛用の武器としている。その技は息子に立派に引き継がれている。
暮井 珠緒（くれい たまお）
声 - 日笠陽子 / 大坪由佳
真尋のクラスメイトである女子生徒。ポニーテールをメガホンかスピーカーに似た髪留めで纏めている。どこからか噂話を入手してはあちらこちらに広めるため、つけられた通称が「歩くスピーカー」。その情報量は底知れず、怪しい媚薬の入手方法まであったりする。親友となったニャル子の恋を応援しており、短編ではニャル子と組んで真尋を籠絡するべく奮闘したが、いい加減な作戦が多い。料理のセンスは壊滅的。
ニャル子の恋を応援しているが、実は初恋の相手は真尋。距離感が掴めず、踏み出せないでいたときにニャル子が現れたため、身を引いた。しかしそれは諦めとは違い「異性として好きな男の子」と「友達として好きな女の子」の恋路を誰よりも応援している。
実はイースとの適合率が異常に高い過剰適合者。通常は投薬を行っても70%が精々だが珠緒は適合率98%と、宇宙で最もイースの偉大なる種族に近しい存在。そのため機械ですらその差異を認識できない。
同作者による『深山さんちのベルテイン』に登場する宮内理々とは面識があるらしく、理々から恋愛相談を受けている。同じく『ヴァルキリーワークス』に登場する佐藤友佳は別の区に住む従姉妹である。また、同作中では上述の「歩くスピーカー」が誇張されて「妖怪スピーカー女」という都市伝説にまで発展している。
ルーヒー・ジストーン
声 - 國府田マリ子
クトゥルーの眷属、クトゥルヒの一個体（女性）。蛸の足のように分かれた緑の長い髪が特徴。宇宙四捨五入で（つまり地球のとは異なるもので）まだ二十代らしい。ルルイエランドを運営する株式会社クトゥルーのゲーム開発部門担当。しかし、自身への扱いと仕事内容がひどかったために辞職し、その後、真尋たちの通学路近くでたこ焼き屋本舗屋「プティ・クティ」という屋台（もしくは軽トラ屋台）を引いている。
種族の特徴として本来ハスターとは相容れず、かつてはクラッカー「キューワンダイバー」としてクラッキング行為でハス太の父親の会社・CCE社へ侵入したこともあったが、クトゥルーを辞して以降はハス太との仲はかなり良好となっている。
属性は水だが主に氷や冷気を使う。その実力は高く、湯気を立てていた紅茶ごと室内を凍結させたり、自分の周囲に超低温の空間を発生させて飛来物をその場に落としたり（つまり低温で運動エネルギーを奪っている）できる。

### 敵対者
ノーデンス
声 - 島田敏
ナイトゴーントを操り、真尋を狙った犯人。一般に人間に好意的とされる「ノーデンス」の一個体だが、ニャル子いわく「悪い個体」ではないかとのこと。
地球の少女コミック（BLモノ）が宇宙放送業界最大手、ウボ=サスラ・ネットワークでドラマ化されるにあたり、主演の男の子（受け専）を地球人でやりたいというプロデューサーの意向に合う人物を調べた結果、美少年の真尋に白羽の矢が立った。一大プロジェクトなので、真尋の所属プロダクションを決めるオーディションを主催し、そのための人身売買であった。
声優は、ドラマCD化に際し原作者が注文した唯一のキャストである。
ニャル夫（ニャルお）
声 - 平川大輔 / 草尾毅
ニャルラトホテプの一個体であり、ニャル子の実兄。幼少の頃に宇宙ゲートボールに興じていた際、ニャル子に（故意に事故を装って）頭を強打されて第一ゲートを通過させられる破目に。それ以降頭が悪くなり、エリートコースまっしぐらなニャル子に比べ低レベル私立高校にぎりぎりで入学し、大学も四流大学を一浪したあげく単位不足で中退。家庭内で身の置き場がなくなり家出した。
家出して旅先で重ねた修行の成果により、妹を上回るフルフォースフォームを身に付けている。
イス動（イスるぎ）
声 - 羽多野渉
遠い未来から精神を余市と交換し潜伏していた、“イースの偉大なる種族”であり強硬派の工作員。未来から見て地球産エンタテイメントがもっとも花開いていたとされる現代に巨大な精神交換装置を作り、地球人すべてをそっくりイース人に入れ替え、その知識とエンターテイメントを掌中に収めるべく暗躍。精神交換のために真尋の友人である余市の身体を使い、またその身体を人質にとったつもりだったが、そんな事はお構いなしに殺そうとしたニャル子に戦慄する。
大首領（だいしゅりょう）
声 - 飯塚昭三
知識の収集に手段を問わないイース強硬派を統括する影の支配者だが、実はイース人ではなく遠い未来の宇宙連合に業務委託された組織、チャイルドガードのお役人。イス動ら強硬派を謀り地球人抹殺装置を作らせ、宇宙児ポ法に則って児童の健全育成の名目で地球を消そうとしていたが、本当の目的は天下り先である自分たちの組織存続のために何か大きな実績が必要になったため、今回の地球抹消計画が立ち上げられただけであった。
ロイガー/ツァール
声 - 大橋隆昌（ロイガー）、伊丸岡篤（ツァール）
宇宙の邪神保護団体「スペースティンダロス」に属するロイガー星人・ツァール星人の一個体。ロイガー星人とツァール星人は個体としての差異があまり見られず（双子といわれるのもこのためとのこと）、戦闘によっては互いに合体することも可能（俗に言うツァールロイガーという形態）。
アラオ猿
声 - 久保智史
ロイガーとツァールの手によって生み出された巨大な大猿で、厳密には空想が実体化したようなもの。戦闘モードのニャル子とクー子を圧倒するだけの戦闘力を持ち、さらに怒りモードでは格段にパワーが上がり「黄衣の王」形態のハス太にニャル子とクー子との三位一体の「宇宙CQC」攻撃ですら太刀打ちできないほどの不死身な力を持つ。
クラーク・アシュトン・スミス
声 - 辻谷耕史
クトゥグア星人の一個体で、通称「エージェント・スミス」。元CCE社幹部のクトゥ良木の依頼で、売り出そうとしているトレーディングカードのセールスプロモーションとして真尋たちの通う学校の生徒を洗脳した。名前の由来はラヴクラフトと親交がありクトゥルフ神話成立の立役者の一人でもある作家クラーク・アシュトン・スミス。
ボスミ＝ゴ
声 - 玄田哲章
北極に基地を作り、レアアースの採掘作業をしていたミ＝ゴ達のボスで、全長20メートルはあろうかという巨体。中生代から地球の鉱物資源に目を付けており、かつての採掘では北極大陸をプレートごと掘り尽くしてしまったらしい。当時は地球のウイルスに対する免疫が無かっため撤退を余儀無くされたが、ワクチンを接種してふたたび地球に来訪したため真尋が思いついた、ニャル子の風邪を引き起こしたウイルスを用いた反撃を無効化している。
空鬼
クラッキング組織「ディジタル・ビーイング」のリーダー。通称D・S。データの世界の存在で、本来なら物理的な攻撃は一切通じない。
ルーヒーのクラッカーとしての前歴を知っていて、その弱みに付け込んでルーヒーを巻き込んで宇宙の情報ネットワークを混乱に陥れようと画策。ニャル子達の攻撃も通用しなかったが、ルーヒーが即席で作ったコンピュータウイルスによって電子世界から切り離されて現実世界に出現した。
ニョグ太（ニョグた）
ニョグタ星人の一個体。ニャル子やクー子・ハス太とは小学校の頃から同級生で、気弱なハス太を虐めていたりしたことからニャル子とクー子から逆にお仕置きされて校庭に首から下を埋められたりした。その後、宇Tubeに就職してシステム担当となっていたものの、時間干渉の能力を無効化する真尋の能力に注目し、是非とも自社のシステムに活用してミ＝ゴミ＝ゴ動画に押され気味になっていた業績を挽回しようと画策する。
大ボス風の存在であり、泰然自若とした話し方をする。しかし拷問されそうになった瞬間に暴露したり、論理の矛盾を突かれるとフランクな態度になるなど、結局はほかの敵対者と変わらず自己利益目的だったと言える。
ナチャ橋
アトラク=ナクア星人の一人で、宇宙A級建築士。通称夢幻紳士。アト子と見合い相手の一人で当人もアト子が気に入ったものの、（NTR体質で他人の恋人でないと興奮できない）アト子から振られる。その傷心から立ち直ろうと匿名掲示板『5チャンネル』に入り浸っていたら、「気に入られたいなら星の1つでも征服してみろ」という匿名の煽りの書き込みを真に受けて、アト子を振り向かせようとわざわざ地球征服を企む。
ヒュプノス
幻夢境にいる地球の神々の一人で、地球の神話に登場する眠りの神ヒュプノスと同一人物。彼だけが他の神々と違って高い戦闘能力を持ち、身体も貧弱ではない。ギリシャ彫刻のような見た目をしている。
ニャル滝
惑星保護機構の元メンバーでニャルラトホテプ星人の1人。コートを着た中年男性風の見た目。実は元々真尋の護衛となるはずだった人物。土星で風邪を引き、そのままニャル子に仕事が引き継がれた形となった。

### その他の人物

#### 地球人
余市 健彦（よいち たけひこ）
声 - 川原慶久 / 羽多野渉
真尋のクラスメイトであり一番の親友。誰に対しても丁寧語で話す。真尋のことも君付けで呼ぶ。真尋の学年の学級委員長も務める。
人当たりが良く、周囲への気遣いも忘れない好青年だが、真尋とニャル子の関係を自己解釈し真尋との昼食を遠慮するなど、その気遣いが真尋にとって裏目に出ることも。
担任
声 - 松本忍
真尋のクラスの担任教師。基本的に事なかれ主義のため、ニャル子に対する真尋の過激なツッコミもあっさりスルーする。また、その他にも生物担当の女性教師（声 - 松来未祐）が登場している。
田中（たなか）
真尋のクラスメイト。次々に編入してくる宇宙人たちと真尋との関係を問うツッコミ役。自分のツッコミに対して真尋に恨まれたり、クー子から英和辞典を投げつけられたりと散々な目に遭う。
同作者の別作品『深山さんちのベルテイン』には妹が、『ヴァルキリーワークス』には弟が登場している。

#### 宇宙人
イス香（イスか）
声 - 新井里美
「イースの偉大なる種族」の穏健派の1人。現代に潜む強硬派の計画を阻止するために超未来から派遣されたものの、やることなすこと計画性がなく間違えて真尋とニャル子の精神を交換してしまった。しかもご都合主義的な言い訳を並べては本来の目的よりも自らの現代への興味を優先するなど、真尋ばかりかニャル子やクー子まで翻弄する。とはいえ、基本的には悪人ではなく、特に精神交換の際に身体を利用した珠緒に対してはかなり親身に接している。
地球の神々
実は地球全人類の集合的無意識の深層保護のため、精神世界に縞瑪瑙の城という砦を築いて管理していた惑星保護機構から派遣された宇宙人たちである。
ただし肉体は貧弱であり、自分の身長と同じくらいの高さから落ちても死亡する（上記のヒュプノスのみ例外）。
銀アト子（しろがねアトこ）
声 - 片岡あづさ / 山本希望
アトラク=ナクア星人の1人で、ニャル子の友人。宇宙アパレルメーカーの会長令嬢。蜘蛛の巣柄の黒い和服を着こなし、ニャル子に言わせると「セーラー服の似合う黒髪ロングの和服美人」。
元々は『這いよる! ニャルアニ リメンバー・マイ・ラブ （クラフト先生）』に登場したキャラで小説ではニャル子の口の端にでるだけだったが、第10巻で初めて登場。他人の恋人でないと興奮できない略奪愛体質である。
課長
惑星保護機構の職員でニャル子とクー子直接の上司。「死人が出るフルートの演奏」「普段は寝ているくせに怒ると宇宙が吹っ飛ぶくらい怒る」という特徴を持つ。彼のほかに課長代理補佐代理心得も居るらしいがどの程度の立場なのかは不明。
ヨグソトス
旧支配者の一つで、あらゆる時間と空間にアクセスできる存在。あらゆる時間、あらゆる場所に存在する「ヨグソトス」は全て同一の存在であり、ニャル子たちの恩師になっていたり、ノーデンス空間からクー子を助けたり、イス香に因果律の歪みを矯正する様依頼したり様々な場面で登場する。
シュブニグラス先生
産婦人科医。また、ニャル子の同僚にも同種族で別個体のシュブニグラスがいて、実家は畜産農家を営んでいる。芸が細かい種族である。
クー音（クーね）
声 - 柚木涼香
クトゥグア星人の一個体で、クー子の従姉。惑星保護機構の人事部からやってきた調査官で、ついでにクー子への見合い写真を持ってきたのだが、その本音はクー子自身であり、どぎついシスターコンプレックスを披露している変態。しかしニャル子に対しては、クトゥグア星人の例に漏れず「SAN業廃棄物」と嫌っている。ルーヒーとは学生時代からの親友で、今でも時たま電話したりする。また、珠緒とメル友であるような描写も見られる。

#### その他
サイクロン式掃除機
声 - 若本規夫
ハス太が頼子にプレゼントした掃除機。見た目はダイソンの商品に酷似しているが、使用の際はアトランダムで「サイクロン」との音声が発せられる。
蕃神RX-02号機
新型蕃神（ロボット）。『蕃神RX-02号機バンシン』とも。当初、完成は500年先と言われていたが、蕃神鍛冶の名門の現当主が確立したHPLシステムにより、わずか一晩で作られた。フルセプタ銀フレームと最新の自立思考型OSを搭載しており、これまでの蕃神を遥かにしのぐ性能を持つ。

### 原作外オリジナルキャラクター

#### 漫画 『這いよれ!スーパーニャル子ちゃんタイム』
ナッ子
『這いよれ!スーパーニャル子ちゃんタイム』に登場するオリジナルキャラクター。種族はナイトゴーント。元々はノーデンスの一件（原作1巻の事件）でオークション会場の警備をしていたが、保管されていたアメを一瓶丸ごとつまみ食いしたことで幼女の姿から戻れなくなってしまった。そのため外回りの仕事を任せられるようになるもオークション開始直後に仲間との連絡がとれなくなり、路上生活を余儀なくさせられていたところを同じく幼女化していたシャンタッ君に助けられ以降はルーヒーと同居、仕事を手伝ったりするようになる。前述のような経緯があるため本来天敵たるシャンタク鳥のシャンタッ君とは非常に仲が良い。また、ルーヒーを「お姉さま」と呼び慕っている。

#### アニメ 『這いよる! ニャルアニ』 シリーズ
ニャル恵
声 - 原紗友里
『這いよる! ニャルアニ リメンバー・マイ・ラブ （クラフト先生）』の第3話より登場した、アニメオリジナルキャラクターでニャルラトホテプ星人。バットを携帯する。継ぎを当てた服を着ている。暴走するとモザイク処理のされた、ニャル子曰く燃えないゴミになる。元ネタは『成恵の世界』。

#### テレビアニメ 『這いよれ! ニャル子さん』 シリーズ
オニイトマキエイ
声 - 大坪由佳
時折登場する謎の飛行性海洋生物。元々は作者の自画像で、スタッフからは「万太ッ君」というあだ名で呼ばれている。主にシャンタッ君と一緒に温泉に浸かったり狩りに勤しんだりしている。
グタタン
声 - 三上枝織
TVアニメ1期第11話・第12話に登場したオリジナルキャラクター。ガタノソア財閥のご令嬢。ガタノソア星人。地球で迷子になっていた所を執事のロイ・フォガーことロイガーと共に頼子に保護される。非常に幼く、純真無垢な性格で真尋に懐くが、実は知らずにロイガーに利用され、真尋をニャル子たちから遠ざける工作に加担させられていた。
ロイ・フォガー
声 - 中田譲治
TVアニメ版第1期最後の敵。原作（TV第2期）に登場するロイガーと同名であるが別の種族。グタタンの執事であるが、その裏で悪事を働いていた。巨大な怪物に変化する能力を持っている。地球に来た目的は趣味であるアダルトゲームの入手および密輸。
ツル子
声 - 山北早紀
TVアニメ2期第1話・第4話・第11話に登場したオリジナルキャラクター。ウーツル=ヘーア星人で、真尋のやおい本を出した宇宙サークル四天王の一人。
アニメではイントロしか使用されなかったが、ツル子さんバージョンの「嫌いなワケLychee」がアルバム『邪礼曲たち』に収録されている。
ヌトセ＝カームブル
声 - 大坪由佳
TVアニメ2期第12話に登場したオリジナルキャラクター。惑星保護機構幻夢境管理課の職員。白いドレスを着て兜をかぶった金髪の女性。新型蕃神の視察に来たニャル子たちの案内役を務める。
バースト
声 - 羽多野渉
TVアニメ2期第12話に登場したオリジナルキャラクター。惑星保護機構幻夢境管理課の職員。黒猫の獣人の男性。ヌトセ＝カームブルと共に案内役を務める。

## 設定
作中のクトゥルー神話
本作の世界では、クトゥルー神話を「地球を訪れた宇宙人がハワード・フィリップス・ラヴクラフトやオーガスト・ダーレスと接触した結果生まれたもの」という設定を採用している。それ故に、本作に登場する宇宙人は皆クトゥルー神話に登場する神性と同じ名を有するのだが、原著に登場するものと同一の存在とはいえない。
惑星保護機構
ニャル子や（2巻以降の）クー子が所属している、宇宙連合に参加するだけの文明レベルに達していない惑星を宇宙人の介入による急激な変化から守るための組織。
しかし、組織の人間ではないニャル夫が参謀として身分もチェックされず幻夢境に潜り込めたり、内部の作戦行動が筒抜けだったり、保護対象の惑星への侵入は監視されているはずなのに簡単に侵入されすぎだったりと、組織としてはいい加減過ぎるところがある。
宇宙の民間企業である「ヤマンソ・ドットコム」は限りある地球の資源を考慮した惑星保護機構により例外的に地球に出入りでき、配達の際は荷物を受け取るまで玄関で待ち続ける。
またヤマンソとは原典においてクトゥグァの召喚に失敗したときに呼び出される存在である。
地球
科学技術の水準は銀河内でも下位であるが、 宇宙中で唯一素晴らしいエンタテイメントを生み出すことが可能な惑星として、全宇宙人憬れの星とされる。
地球産エンタテイメントはすべて宇宙人にとって注目と垂涎の的であり、その入国（星）や地球の商品の持ち出しは、惑星保護機構によって厳しく管理されている。地球産の商品は惑星保護機構の管理の下で販売、もしくはヤマンソ・ドットコムをはじめとする惑星保護機構認可の通販業者により通販されているが、数量が規制されている上、全宇宙に供給する際に仲介業者間で発生するマージンや長期的なタイムラグなどにより、どうしても貴重で高価な品物なってしまい、そこに目をつけた犯罪組織による密輸が後を絶たない。なお惑星保護機構の職員であるニャル子がこれらの品を持ち出すこともまた法に触れるが、本人は「バレなきゃ犯罪じゃない」と開き直っている。
宇宙にも一応ゲームや漫画その他は存在するが、地球産に比べると大きく劣るという。宇宙人にはそもそも脳の構造が違うせいか娯楽を生み出すような力がないらしい。それ故、彼らを楽しませる地球はとてもとても人気がある。また、地球では休刊になった雑誌などは全宇宙にとってかけがえの無い知的損失になる場合もあり、宇宙企業がスポンサーとなって出版社と秘密裏に契約し、雑誌を全て買い取って全宇宙で出版することがあり（全宇宙に配布するため、常に品薄状態らしい）、地球の日本・秋葉原は全宇宙にとって聖地として知られている。しかし、地球（特に日本）のエンタテイメントは、宇宙人の種族によっては刺激が強すぎて全宇宙で物議を醸すこともあり、宇宙児ポ法で問題にもなっている。
宇宙人の中には地球の漫画に感化されて憧れ、漫画の勉強をして同人誌等を「宇宙サークル」で宇宙中に発行する者もおり、中には自身の力を試そうと地球に来て（主に密入星）同人誌を出す者もおり、地球（ソッチ系）で成功を収めた者は大先生と崇められている。
作中で真尋や珠緒達が住んでいる街が日本のどの地域かは明言されていないが、学校から数駅のエリアに日本三大がっかり名所のひとつと揶揄される時計台があること、またメディアミックスの中では落花生を用いた節分やローソクもらいの風習があるなど、北海道札幌市周辺と思われる描写がある。
結界
「ご都合主義的な結界」とも呼ばれる、主に周囲の人間の認識をごまかすための空間。この中であれば異形のものと戦闘を行っても他人に気づかれることはなく、シャンタッ君のようなあからさまな地球外生命体でも誰にも不審に思われない。邪神とその眷属であれば基本的に誰でも使えるらしく、ナイトゴーントやシャンタッ君も使っている。
一定の空間内を丸ごと包むタイプと自分とその周りの人物にのみ適用させるタイプの二つがあり、時と場合によって本当にご都合主義的なフレキシブルさを見せるため、作中でも「結界じゃ、仕方ないな」、「もう結界一つでいいんじゃないかな」と言われるほど。
ただしあくまで「認識をごまかす」ためのものなので、結界内に生じた物理的損害を軽減する効果はない。
ルルイエランド
星辰が正しい位置についたときに海底から浮上する「死せる都」なのだが、作中では「全宇宙に無数に存在する巨大テーマパーク」。地球にあるそれは地球産のアイテムの販売所も兼ねているため、チケットは高倍率の抽選になるほどの人気らしい。第1巻では闇オークションの会場が存在していた。
人気マスコットは「インスマウス」。
幻夢境（ドリームランド）
2巻に登場した、人間の集合的無意識の世界。宇宙人による精神攻撃から地球人と地球産エンタテイメントを守るために惑星保護機構が管理していたが、ニャル夫によってあっさりと破られたためにニャル子とクー子（と真尋）が向かうことになる。事件解決後は当面の間ニャル子たちが臨時要員として管理することとなる。
宇宙CQC
ニャル子やクー子が習得している格闘術。本来CQCとは近接格闘を表す言葉だが、教本によると「あなたが宇宙CQCだと思うものが宇宙CQC」らしく、ニャル子の手榴弾やクー子のオールレンジ攻撃も、本人がそう主張してしまえば宇宙CQCに含まれてしまうらしい。
フルフォースフォーム
わかりやすく言えば「ニャルラトホテプの『本気』」。それぞれにとって最強と思う形態へと変身する。個体ごとにその姿は異なる。ニャル子の場合は原典にて輝くトラペゾヘドロンから出現した際と同じように、三つに分かれた目、翼を思わせるマフラーをたなびかせ、なおかつ漆黒のボディスーツを纏った特撮ヒーローのような形態をとる。しかも見た目だけでなくその能力も「ちょっとくすぐったいですよ。なに、痛みは一瞬です」と言いながら他者を強制的に変身させたり、マシンシャンタッカー及びそれを変形させたスライダーモードへ搭乗したり、クロックアップ能力や、空間断裂を引き起こす（らしい）メカニカルな剣の使用や、オレンジ色のロケット型の推進器らしきものを腕に装着して突撃攻撃する等、あからさまに「日曜朝8時枠の特撮番組が元ネタ」である事が伺えるものばかりである。
類似のものに、周囲の環境をフォーマルハウトのそれへと強制置換するクー子のクロスファイアシークエンス、ハス太の黄衣の王形態などがある。
また、最終巻では真尋からキスをされた嬉しさでテンションが天井知らずに上がったニャル子のオーバーフォースフォームという形態も登場している。
宇宙サークル
地球の漫画に憧れた宇宙人が、自らの力を試そうと活動している同人サークルの集まり。特に聖地である地球・日本（の即売会）でも大成功を収めた者は「大先生」「四天王」などと呼ばれ尊敬の的とされている。

## 既刊一覧

### 小説
- 逢空万太（著） / 狐印（イラスト） 『這いよれ！ ニャル子さん』 ソフトバンククリエイティブ→SBクリエイティブ〈GA文庫〉、全12巻
  1. 2009年4月30日初版第一刷発行（4月15日発売[28]）、ISBN 978-4-7973-5414-0
  2. 2009年7月31日初版第一刷発行（7月15日発売[29]）、ISBN 978-4-7973-5540-6
  3. 2009年10月31日初版第一刷発行（10月15日発売[30]）、ISBN 978-4-7973-5635-9
  4. 2010年3月31日初版第一刷発行（3月15日発売[31]）、ISBN 978-4-7973-5782-0
    - 「スペシャルボックス（DVD付き）」3月17日発売[32]、ISBN 978-4-7973-5782-0

  5. 2010年8月30日初版第一刷発行（8月15日発売[33]）、ISBN 978-4-7973-6148-3
  6. 2010年12月31日初版第一刷発行（12月15日発売[34]）、ISBN 978-4-7973-6292-3
  7. 2011年4月30日初版第一刷発行（4月15日発売[35]）、ISBN 978-4-7973-6407-1
  8. 2011年10月31日初版第一刷発行（10月15日発売[36]）、ISBN 978-4-7973-6644-0
  9. 2012年4月30日初版第一刷発行（4月15日発売[37]）、ISBN 978-4-7973-6891-8
  10. 2012年10月31日初版第一刷発行（10月12日発売[38]）、ISBN 978-4-7973-7186-4
  11. 2013年4月30日初版第一刷発行（4月15日発売[39]）、ISBN 978-4-7973-7333-2
  12. 2014年3月31日初版第一刷発行（3月17日発売[40]）、ISBN 978-4-7973-7424-7
    - 「ドラマCD付き限定特装版」同日発売[41]、ISBN 978-4-7973-7559-6

- 短編類
  - 「世界の合言葉は萌え」 - 『GAマガジン』Vol.2（2009年5月21日発売[42]、ISBN 978-4-7973-5313-6、pp.114-123）掲載、単行本第7巻に収録。
  - 「幻夢境の一存」 - 『GAマガジン』Vol.3（2009年12月19日発売[43]、ISBN 978-4-7973-5769-1、pp.40-50）掲載、単行本第7巻に収録。
  - 「ちいさな恋のうた」 - 『GAマガジン』Vol.4（2010年8月10日発売[44]、ISBN 978-4-7973-6038-7、pp.34-44）掲載、単行本第7巻に収録。
  - 「シャンタックエスト」 - 『這いよる! ニャルアニ1&2パーフェクトボックス』同梱のアンソロジー小説『這いよる! ニャルアニさん』掲載。
  - 「やさしい敵の仕留め方」 - 『GA文庫マガジン』Vol.1掲載、単行本第11巻に収録。
  - 「さよならニャル子さん」 - 『GA文庫マガジン』Vol.4掲載、単行本第11巻に収録。

### 漫画
- 逢空万太（原作） / 狐印（キャラクター原案） / 岡崎圭（作画） 『這いよれ！ ニャル子さん』 集英社〈ヤングジャンプ・コミックス〉、全2巻
  1. 2012年4月15日初版発行（4月10日発売）、ISBN 978-4-08-879321-4
  2. 2013年4月15日初版発行（4月10日発売）、ISBN 978-4-08-879591-1
- 逢空万太（原作） / 狐印（キャラクター原案） / 星野蒼一朗（作画） 『這いよれ！スーパーニャル子ちゃんタイム』 フレックスコミックス〈Flex Comix→メテオコミックス〉、全5巻
  1. 2012年5月1日初版発行（4月20日発売）、ISBN 978-4-593-85689-3
  2. 2012年10月20日初版発行（10月12日発売）、ISBN 978-4-593-85707-4
  3. 2013年4月20日初版発行（4月12日発売）、ISBN 978-4-593-85726-5
  4. 2013年12月20日初版発行（12月12日発売）、ISBN 978-4-593-85761-6
  5. 2014年11月20日初版発行（11月12日発売）、ISBN 978-4-593-85794-4
- 『這いよれ！ ニャル子さん コミックアンソロジー』 フレックスコミックス〈メテオコミックス〉、2012年11月12日発売、ISBN 978-4-593-85713-5
  - 参加作家：綾杉つばき、あららぎあゆね、いたち、今井哲也、えろ豆、おから、kashmir、河南あすか、北原朋萌。、黒渕かしこ、桑島黎音、鴻巣覚、コバヤシテツヤ、桜野みねね、SANA、サンカクヘッド、執事クマ、しゃあ、SHIUN、すえみつぢっか、田倉まひろ、タチ、道満晴明、七六、ハトポポコ、はも、晴瀬ひろき、ぷよ、北欧ゆう、星野蒼一朗、三嶋くろね、矢上裕、YU

### 関連書籍
- 『這いよる！ ニャルアニ1&2パーフェクトボックス』 ソフトバンククリエイティブ〈GA文庫〉、2011年3月31日初版発行（3月15日発売）、ISBN 978-4-7973-6321-0

## アニメ
GA文庫オリジナル作品としては初の映像化作品であり、これまでにOVAが2作、連続テレビアニメが3作の合計5作が作られている。主要声優はドラマCDと概ね共通。原作でも異なる世界線として、その内容をニャル子たちが発言する場合がある。なお、第1、2作『這いよる! ニャルアニ』シリーズと第3作以降の『這いよれ! ニャル子さん』シリーズは原作や起用声優が同じであるが別シリーズである（下記参照）。
1. 『這いよる! ニャルアニ』 - 2009年10月から2010年3月に配信・頒布（OVA）
2. 『這いよる! ニャルアニ リメンバー・マイ・ラブ （クラフト先生）』 - 2010年12月から2011年2月に放送。
上記2作は各回が数分程度の短編FLASHアニメ（テレビアニメ1作目エンディングは通常の2Dアニメ）。
3. 『這いよれ! ニャル子さん』 - 2012年4月から同年6月まで放送。
4. 『這いよれ! ニャル子さんW』 - 2013年4月から放送。
5. 『這いよれ! ニャル子さんF』 - 2015年6月発売（OVA）。同年5月にこれに先駆け劇場公開。
通常の1話30分・全編2Dアニメで、制作会社とスタッフが一新された（下記参照）。

### 這いよる! ニャルアニシリーズ
短編FLASHアニメ。略称「ニャルアニ」。
第1期『這いよる! ニャルアニ』
全9話のタイトルコールでは「いつもニコニコあなたの隣に這いよるアニメ」（原作のニャル子の台詞「いつもニコニコあなたの隣に這いよる混沌」のもじり）という前口上が付いている。
2009年10月23日発売のドラマCD初回製造版にはシリアルID入りキャラクターカードが同梱され第1話が先行ケータイ配信された。2009年12月19日発売の「GAマガジン Vol.3」付録DVDに2本収録。2010年3月15日発売のアニメDVD付第4巻スペシャルボックスに新作含む全9話を収録。第2期開始直前の2010年12月3日よりニコニコ動画ニコニコチャンネル “「這いよる! ニャルアニ」チャンネル”で配信されている（全話同時配信開始、第1話無料、第2話からは期間限定無料）。
第8話までは1話あたり1〜2分、最終話の第9話は約6分。オープニング曲はなく。阿澄佳奈が「いつもニコニコあなたの隣に這いよるアニメ ニャルアニ」とタイトルコールするのみ。登場人物はニャル子・真尋・クー子・シャンタッ君（シャンタッ君は台詞がないため出演者は阿澄・喜多村・松来のみ）。原作者逢空万太が全脚本を執筆している。

第2期『這いよる! ニャルアニ リメンバー・マイ・ラブ （クラフト先生）』
2010年12月10日よりBS11のエンタテインメント番組『DLE HOUR』枠内で放送されたテレビアニメ。1話約4分、全11話。ニコニコ動画ニコニコチャンネル “「這いよる! ニャルアニ」チャンネル” で配信されている（第1話と最新話のみ無料）。2011年3月15日には後日談的な未公開エピソード収録の『這いよる!ニャルアニ1&2パーフェクトボックス 特別限定版』が発売されている。
「リメンバー・マイ・ラブ（クラフト先生）」は「リメンバー・マイ・ラブ」と「ラブクラフト先生」のかばん語になっている。
EDは通常のアニメーションであるため、本編よりEDの方がキャラクターが動く。放送時間の約半分をEDが占める。サブタイトルと放送内容はほぼ一致しない。
新キャラクターのアト子とニャル恵（ニャル恵はアニメオリジナル）が登場し、声優には、2010年に阿澄佳奈ら3人で結成された声優ユニットLISPの他の2人がキャスティングされた。LISPはエンディングテーマソングも歌唱した。
第1期と異なり、原作者逢空は1話分のみの脚本を書く。

#### スタッフ（ニャルアニ）
- 原作 - 逢空万太（「這いよれ! ニャル子さん」GA文庫 / ソフトバンク クリエイティブ刊）[45]
- キャラクター原案 - 狐印[45]
- 製作総指揮 - 北村州識
- 監督 - 谷東[45]
- プロデューサー - 宮崎誠司、大橋隆昭、祝悠介（第2期）
- アニメーション制作 - DLE[45]
- 製作 - ソフトバンク クリエイティブ[45]

第1期
- 脚本 - 逢空万太
- 協力 - 松本真弓
- FLASHアニメーション - 鈴木隆輔
- 特別協力 - 土橋康成、早坂昌彦
- スタジオ - スタジオごんぐ、タバック
- 音響監督 - 関根奈美
- 音楽 - すどうゆうき

第2期
- 脚本 - 小早川すすむ（1 – 8、10 – 12話）[45]、中野守（1 – 8、10 – 12話）[45]、谷東（1 – 12話）[45]、逢空万太（9、12話）[45]
- グラフィックデザイン - RFV design[45]
- 作画 - 鈴木隆輔[45]、西山司[45]
- アクションスクリプト - 福間晋一
- 音響監督 - はたしょう二[45]
- 録音助手 - 八巻大樹
- 音楽 - SLF!![45]
- 協力 - 松本真弓、児池好弘、GA文庫編集部、BS11、DIVE II entertainment、サウンドチーム・ドンファン、音響ハウス

#### 主題歌（ニャルアニ）
第1期エンディングテーマ「好き、好き、大好き。」
歌 - 阿澄佳奈 / 作詞・作曲 - すどうゆうき
2010年3月16日配信限定リリース、2011年3月15日発売『這いよる! ニャルアニ1&2パーフェクトボックス』初回分に非売品CD同梱。
第2期エンディングテーマ「恋する乙女のカタルシス」
作詞 - 池畑伸人、船迫桃代 / 作曲・編曲 - 大谷靖夫 / 歌 - LISP
2010年12月10日配信限定リリース。

#### 各話リスト（ニャルアニ）
| 話数                                                                  | サブタイトル |
| 第1期『這いよる! ニャルアニ』                                         | 第1期『這いよる! ニャルアニ』 |
| --------------------------------------------------------------------- | --- |
| 1                                                                     | けんてい |
| 2                                                                     | 忠誠心 |
| 3                                                                     | 抱きまくら |
| 4                                                                     | ギャルゲー |
| 5                                                                     | RPG |
| 6                                                                     | つづく? |
| 7                                                                     | クッキング |
| 8                                                                     | 触れ得ざる聖域 |
| 9                                                                     | 初恋 |
| 第2期『這いよる! ニャルアニ リメンバー・マイ・ラブ （クラフト先生）』 | |
| 1                                                                     | 人じゃありませんから |
| 2                                                                     | エンドレス クリスマス |
| 3                                                                     | いざ 即売会へ |
| 4                                                                     | 真尋、はじめての裸エプロン |
| 5                                                                     | ニャル子と真尋のラブラブ湯けむり温泉旅行 |
| 6                                                                     | 生き埋め |
| 7                                                                     | きのこマスター |
| 8                                                                     | 内容未定 |
| 9                                                                     | 銀河系を滅ぼし兼ねない危機が迫り来たとて、それを虫の知らせ程に感じとることも適わない一介の高校生である真尋にとって 明日の太陽が必ずしもいつもと同じ方角から同じ速度で同じ軌跡を辿って昇り同じ輝度で輝くなんて保証は何処にもないのだという 漠然とした不安を感じることさえ時は感情を押し流し少年は如何にして心配することをやめて少女を愛するようになったか |
| 10                                                                    | 内容未定 |
| 11                                                                    | リメンバー・マイ・ラブ |
| 12                                                                    | 後日談的な（TV未放送） |

#### 放送局（ニャルアニ）
| 放送地域                                                     | 放送局                                                       | 放送期間                                                     | 放送日時                                                     | 放送系列                                                     | 備考                                                         |
| 這いよる! ニャルアニ リメンバー・マイ・ラブ （クラフト先生） | 這いよる! ニャルアニ リメンバー・マイ・ラブ （クラフト先生） | 這いよる! ニャルアニ リメンバー・マイ・ラブ （クラフト先生） | 這いよる! ニャルアニ リメンバー・マイ・ラブ （クラフト先生） | 這いよる! ニャルアニ リメンバー・マイ・ラブ （クラフト先生） | 這いよる! ニャルアニ リメンバー・マイ・ラブ （クラフト先生） |
| ------------------------------------------------------------ | ------------------------------------------------------------ | ------------------------------------------------------------ | ------------------------------------------------------------ | ------------------------------------------------------------ | ------------------------------------------------------------ |
| 日本全域                                                     | BS11                                                         | 2010年12月11日 - 2011年2月26日                               | 土曜 0:30 - 1:00                                             | BSデジタル放送                                               | 『DLE HOUR』内                                               |

ネット配信
| 配信サイト                                                   | 配信期間                                                     | 配信時間                                                     | 備考                                                         |
| 這いよる! ニャルアニ リメンバー・マイ・ラブ （クラフト先生） | 這いよる! ニャルアニ リメンバー・マイ・ラブ （クラフト先生） | 這いよる! ニャルアニ リメンバー・マイ・ラブ （クラフト先生） | 這いよる! ニャルアニ リメンバー・マイ・ラブ （クラフト先生） |
| ------------------------------------------------------------ | ------------------------------------------------------------ | ------------------------------------------------------------ | ------------------------------------------------------------ |
| ニコニコチャンネル                                           | 2010年12月11日 - 2011年2月26日                               | 土曜 1:00 更新                                               |                                                              |

#### DVD付き書籍
DVD付き書籍『這いよる! ニャルアニ1&2パーフェクトボックス』が2011年3月15日、ソフトバンク クリエイティブより発売。
DVDは第1期20分と第2期50分を収録（未公開エピソードあり）。阿澄佳奈（ニャル子役）・喜多村英梨（真尋役）・松来未祐（クー子役）によるオーディオコメンタリーを全編に収録。
逢空万太ほかによる書き下ろし短編集アンソロジー文庫『這いよる! ニャルアニさん』を同梱。
初回分のみ、第1期エンディングテーマ「好き、好き、大好き。」フルバージョン収録の非売品CDが付属。

### 這いよれ! ニャル子さんシリーズ
FLASHではない、いわゆるセルタッチな2Dアニメーション。
第1期『這いよれ! ニャル子さん』
2010年8月にテレビアニメ化が発表され、2012年4月から6月までテレビ東京・AT-X他にて放送された。全12話。ニコニコ動画において配信された第1話の再生数は140万回を越えており、これはアニメ作品としては過去最高の記録。
ニコニコ公式生放送では『いつもニコニコあなたの隣に這いよる!生放送!ニャル子で〜す。略してニコニャル』という『這いよれ!ニャル子さん』のキャストがアニメの最新情報を視聴者に届ける番組が放送された。Blu-ray/DVD全巻購入特典『スペシャルネクロノミコンDVD』にはオリジナルアニメとイベント「邪神生誕祭」ダイジェストを収録。
第2期『這いよれ! ニャル子さんW』（はいよれ ニャルこさんダブル）
2012年9月に公式サイト上で制作が発表され、2013年4月7日から6月30日までテレビ東京・AT-X他にて放送された。全12話。
W放映直前の2013年4月1日に公式サイトが「奥様はニャルラトホテプ」に更新され、第1話の冒頭にそのまま使われた。また、Blu-ray/DVD全巻購入特典『エイボンの書DVD』にはオリジナルアニメとイベント「邪神召喚祭」ダイジェストを収録。
OVA『這いよれ! ニャル子さんF』（はいよれ ニャルこさんファイナルカウントダウン）
2014年8月17日に行われた「さらばニャル子ファイナルカウントダウン」イベントでOVAとして新作の製作が発表された。
2015年3月10日に公式サイトが更新され、『GA文庫10周年記念プロジェクト』アニメ第2弾として同年5月30日から這いよれ！ニャル子さんFの劇場公開が発表された。ソフトの発売は同年6月19日。Fのみソフトはレンタル版・セル版共にDVD版が存在せずBlu-ray版のみである。

#### スタッフ
- 原作 - 逢空万太（GA文庫/SBクリエイティブ刊）[50]
- キャラクター原案 - 狐印[50]
- 監督 - 長澤剛[50]
- シリーズ構成 - 木村暢[50]
- キャラクターデザイン・総作画監督 - 滝山真哲[50]
- プロップデザイン - 石川健朝（第1期[22]・第2期[51]）、沓澤洋子（第2期[51]・OVA）、原由知(OVA)
- 美術監督 - わたなべけいと[50]
- 色彩設定 - 谷口ゆり子[50]
- 撮影監督 - 堀野大輔[10]
- 編集 - 松村正宏[10]
- 音響監督 - 本山哲[10]
- 音響効果 - 和田俊也[10]
- 音響制作 - STUDIO MAUSU[10]
- 音楽 - MONACA[10]
- 音楽プロデューサー - 村上貴志[22]
- 音楽制作 - DIVE II entertainment[10]
- プロデューサー - 田中宏幸[22]、宮崎誠司[22]、千野孝敏[22]、田中利明[22]、高篠秀一[22]、奈良初男[51]（第2期1話から途中まで）→細谷伸之（第2期途中から）、松村俊輔(OVA)
- アニメーションプロデューサー - 西沢正智[22]
- アニメーション制作 - XEBEC[10]
- 製作 - 名状しがたい製作委員会のようなもの（第1期）[10]→名状しがたい製作委員会のようなものW（第2期）[24]→名状しがたい製作委員会のようなものF（OVA）[23]

#### 主題歌
第1期
オープニングテーマ「太陽曰く燃えよカオス」（第1話 - 第12話、OVA）
作詞 - 畑亜貴 / 作曲・編曲 - 田中秀和（MONACA） / 歌 - 後ろから這いより隊G（ニャル子〈阿澄佳奈〉、クー子〈松来未祐〉、暮井珠緒〈大坪由佳〉）
エンディングテーマ
「ずっと Be with you」（第1話 - 第11話、OVA）
作詞 - 藤林聖子 / 作曲・編曲 - RAMM / 歌 - RAMMに這いよるニャル子さん
「禍々しくも聖なるかな」（第12話）
作詞 - 畑亜貴 / 作曲・編曲 - 帆足圭吾 / 歌 - 後ろから這いより隊

劇中歌
「黒鋼のストライバー」（第1話、第12話）
作詞 - 藤林聖子/ 作曲 - 岡部啓一 / 編曲 - 永谷喬夫、岡部啓一 / 歌 - 後ろから這いより隊B（喜多村英梨、羽多野渉）
「わたし・魔ジカル」（第9話）
作詞 - ヤスカワショウゴ / 作曲 - 田中秀和（MONACA） / 編曲 - 田中秀和（MONACA） / 歌 - 後ろから這いより隊W（ルーヒー〈國府田マリ子〉、 頼子〈久川綾〉）
第2期
オープニングテーマ「恋は渾沌の隷也（こいはカオスのしもべなり）」（第1話 - 第12話、OVA）
作詞 - 畑亜貴 / 作曲 - 田中秀和 (MONACA) / 歌 - 後ろから這いより隊G（ニャル子〈阿澄佳奈〉、クー子〈松来未祐〉、暮井珠緒〈大坪由佳〉）
OVA版のみ効果音が付加されている。

エンディングテーマ
「よってS.O.S」（第1話、第2話、第6話、第11話、OVA）
作詞 - 藤林聖子 / 作曲・編曲 - RAMM / 歌 - RAMMに這いよるニャル子さん
「Wonderナンダ?片思い」（第3話、第8話）
作詞 - 藤林聖子 / 作曲・編曲 - RAMM / 歌 - RAMMに這いよる邪神さん
「嫌いなワケLychee」（第4話、第7話）
作詞 - 藤林聖子 / 作曲・編曲 - RAMM / 歌 - RAMMに這いよる珠緒さん
「Sister, Friend，Lover」（第5話、第9話）
作詞 - 藤林聖子 / 作曲・編曲 - RAMM / 歌 - RAMMに這いよるクー子さんとクー音さん
「愛クルセイダース†ストライバー」（第10話）
作詞 - 藤林聖子 / 作曲・編曲 - RAMM / 歌 - RAMMに這いよる真尋さんと余市さん
「キミのとなりで」（第12話）
作詞 - 藤林聖子 / 作曲・編曲 - RAMM / 歌 - RAMMに這いよるニャル子さん

劇中歌
「太陽曰く燃えよカオス」（第1話）
作詞 - 畑亜貴 / 作曲・編曲 - 田中秀和（MONACA） / 歌 - 後ろから這いより隊G（ニャル子〈阿澄佳奈〉、クー子〈松来未祐〉、暮井珠緒〈大坪由佳〉）
「Blast of Fate 〜疾風の行方〜」（第3話）
作詞 - ヤスカワショウゴ / 作曲 - 揚慶豪 / 編曲 - 原田ナオ / 歌 - 後ろから這いより隊B（八坂真尋〈喜多村英梨〉、余市健彦〈羽多野渉〉）
「嫌いなワケLychee（ツル子 ver.）」（第4話）
作詞 - 藤林聖子 / 作曲・編曲 - RAMM / 歌 - RAMMに這いよるツル子さん
「ユゴスよりの使者」（第10話）
作詞 - 生田真心 /  作曲・編曲 - RAMM / 歌 - The Mi-go hunters

OVA
オープニングテーマ「這いよれOnce Nyagain」
作詞 - 畑亜貴 / 作曲 - 田中秀和 (MONACA) / 歌 - 後ろから這いより隊G（ニャル子〈阿澄佳奈〉、クー子〈松来未祐〉、暮井珠緒〈大坪由佳〉）
エンディングテーマ「きっとエンゲージ」
作詞 - 藤林聖子 / 作曲・編曲 - RAMM / 歌 - RAMMに這いよるニャル子さん

#### 評価
BD第1期第1巻（初回生産限定版）の初週推定売上は6,254枚、DVD第1期第1巻（同）の初週推定売上は1,256枚をそれぞれ記録している。BD第2期第1巻（初回生産限定版）の初週推定売上は3,577枚、DVD第2期第1巻（同）の初週推定売上は831枚をそれぞれ記録している。
「ニュータイプアニメアワード2012」では、マスコットキャラクター賞でシャンタッ君が3位、女性キャラクター賞でニャル子が4位、作品賞（TV部門）で8位をそれぞれ獲得している。
「読者が選ぶ2012年好きキャラ大賞」では「明るかったで賞」でニャル子が3位を獲得している。

#### 各話リスト
| 話数   | サブタイトル                       | 脚本           | 絵コンテ     | 演出     | 作画監督                                               |
| 第1期  | 第1期                              | 第1期          | 第1期        | 第1期    | 第1期                                                  |
| ------ | ---------------------------------- | -------------- | ------------ | -------- | ------------------------------------------------------ |
| 第1話  | 第三種接近遭遇、的な               | 木村暢         | 長澤剛       | 池田重隆 | 滝山真哲                                               |
| 第2話  | さようならニャル子さん             | 兵頭一歩       | 高田耕一     | 政木伸一 | 宗崎暢芳                                               |
| 第3話  | 八坂真尋は静かに暮らしたい         | 石田健幸       | のなかかずみ | 大野和寿 | 鷲田敏弥                                               |
| 第4話  | マザーズ・アタック!                | 待田堂子       | きみやしげる | 桜井利之 | 能條理行、原田峰文                                     |
| 第5話  | 大いなるXの陰謀                    | 待田堂子       | 原田浩       | 安藤健   | 菅野智之、徳永さやか                                   |
| 第6話  | マーケットの中の戦争               | 木村暢         | 麦野アイス   | 石井和彦 | 原田峰文、辻浩樹 重松しんいち                          |
| 第7話  | 碧いSAN瑚礁                        | 木村暢         | 桜井弘明     | 森義博   | 小澤円、梶浦紳一郎 鎌田均                              |
| 第8話  | ニャル子のドキドキハイスクール     | 兵頭一歩       | 政木伸一     | 政木伸一 | 宗崎暢芳                                               |
| 第9話  | 僕があいつであいつが僕で           | 待田堂子       | 堀之内元     | 安藤健   | 菅野智之、松岡謙治 岡本達明                            |
| 第10話 | 超時空の覇者                       | 兵頭一歩       | 高田耕一     | 石井和彦 | 谷口元浩、重松しんいち                                 |
| 第11話 | 星から訪れた迷い子                 | 木村暢         | 政木伸一     | 政木伸一 | 宗崎暢芳、辻浩樹 原田峰文                              |
| 第12話 | 夢見るままに待ちいたり             | 木村暢         | 堀之内元     | 長澤剛   | 滝山真哲、石川健朝                                     |
| OVA    | やさしい敵の仕留め方               | 木村暢         | 長澤剛       | 大野和寿 | 滝山真哲                                               |
| 第2期  |                                    |                |              |          |                                                        |
| 第1話  | 進撃の邪神                         | 木村暢         | 長澤剛       | 池田重隆 | 小野和美、西谷泰史                                     |
| 第2話  | セラエノ図書館戦争                 | 兵頭一歩       | 政木伸一     | 政木伸一 | 谷口元浩、辻浩樹                                       |
| 第3話  | 超邪神黙示録                       | 兵頭一歩       | 田所修       | 安藤健   | 岡本達明、松岡謙治                                     |
| 第4話  | 恋愛の才能                         | 木村暢         | 佐々木真哉   | 矢野孝典 | 小澤円、中山初絵                                       |
| 第5話  | 嘘だと言ってよクー子               | 木村暢         | 高田耕一     | 近藤一英 | 谷口元浩、板倉健 大高美奈、五味伸介                    |
| 第6話  | エンジテミル                       | 木村暢         | 田所修       | 石井和彦 | 沓澤洋子、小野和美                                     |
| 第7話  | プールサイド、血に染めて           | 山田靖智       | 西嶋かな     | 安藤健   | しんぼたくろう                                         |
| 第8話  | 小さな恋のうた。                   | あみやまさはる | 政木伸一     | 高田昌宏 | 岩田芳美、辻浩樹 重松しんいち、大高美奈                |
| 第9話  | ハイスクール・オブ・ザ・ヒート     | 山田靖智       | 池田重隆     | 池田重隆 | 鷲田敏弥、中山初絵                                     |
| 第10話 | ユゴス・アタック!                  | あみやまさはる | 高田耕一     | 近藤一英 | 谷口元浩、板倉健 原田峰文                              |
| 第11話 | とあるキャンプの悪霊の家           | 木村暢         | 松林唯人     | 安藤健   | 岡本達明                                               |
| 第12話 | さようならニャル子さんW            | 木村暢         | 吉川博明     | 長澤剛   | 沓澤洋子、小野和美 河島久美子、辻浩樹 大高美奈、板倉健 |
| OVA    | Wにさよなら/この温泉に恋の渾沌を   | あみやまさはる | 長澤剛       | 長澤剛   | 沓澤洋子、鷲田敏弥 小沢久美子、滝山真哲                |
| OVA    |                                    |                |              |          |                                                        |
| OVA    | 這いよるスイッチオン、渾沌 キタ─！ | 木村暢         | 長澤剛       | 長澤剛   | 高野やよい、高野ゆかり 香田知樹                        |

#### 放送局
| 放送地域   | 放送局     | 放送期間                | 放送日時                     | 放送系列       | 備考             |
| 第1期      | 第1期      | 第1期                   | 第1期                        | 第1期          | 第1期            |
| ---------- | ---------- | ----------------------- | ---------------------------- | -------------- | ---------------- |
| 関東広域圏 | テレビ東京 | 2012年4月10日 - 6月26日 | 火曜 2:00 - 2:30（月曜深夜） | テレビ東京系列 |                  |
| 愛知県     | テレビ愛知 | 2012年4月13日 - 6月29日 | 金曜 3:00 - 3:30（木曜深夜） | テレビ東京系列 |                  |
| 大阪府     | テレビ大阪 | 2012年4月14日 - 6月30日 | 土曜 3:10 - 3:40（金曜深夜） | テレビ東京系列 |                  |
| 日本全域   | AT-X       | 2012年4月10日 - 6月26日 | 火曜 10:30 - 11:00           | CS放送         | リピート放送あり |
| 第2期      |            |                         |                              |                |                  |
| 関東広域圏 | テレビ東京 | 2013年4月8日 - 7月1日   | 月曜 1:05 - 1:35（日曜深夜） | テレビ東京系列 |                  |
| 愛知県     | テレビ愛知 | 2013年4月9日 - 7月2日   | 火曜 3:05 - 3:35（水曜深夜） | テレビ東京系列 |                  |
| 大阪府     | テレビ大阪 | 2013年4月14日 - 7月7日  | 日曜 2:30 - 3:00（土曜深夜） | テレビ東京系列 |                  |
| 日本全域   | AT-X       | 2013年4月8日 - 7月1日   | 月曜 1:10 - 1:40（日曜深夜） | CS放送         | リピート放送あり |

ネット配信等
| 配信サイト         | 配信期間                | 配信時間                     | 備考                           |
| 第1期              | 第1期                   | 第1期                        | 第1期                          |
| ------------------ | ----------------------- | ---------------------------- | ------------------------------ |
| ニコニコ生放送     | 2012年4月11日 - 6月27日 | 水曜 1:00 - 1:30（火曜深夜） |                                |
| ニコニコチャンネル | 2012年4月11日 - 6月27日 | 水曜 1:30（火曜深夜） 更新   |                                |
| バンダイチャンネル | 2012年4月16日 - 7月2日  | 月曜 12:00 更新              |                                |
| GYAO!              | 2012年5月28日 - 7月2日  | 月曜 12:00 更新              | 第1話と第7話以降を配信         |
| 第2期              |                         |                              |                                |
| ニコニコ生放送     | 2013年4月10日 - 7月3日  | 水曜 0:00 - 0:30（火曜深夜） |                                |
| ニコニコチャンネル | 2013年4月10日 - 7月3日  | 水曜 0:30（火曜深夜） 更新   |                                |
| バンダイチャンネル | 2013年4月16日 - 7月9日  | 火曜 12:00 更新              |                                |
| ゴーゴーカレー     | 2013年4月 - 6月         | 月曜 10:55 (JST) 更新        | 店内ビジョン。リピート配信あり |

#### イベント
- 2012年8月5日にSHIBUYA-AXで『這いよれ！ニャル子さん「邪神生誕祭」（昼の部）』と『這いよれ！ニャル子さん「邪神降臨祭」（夜の部）』が開催された。8月3日〜12日までの10日間にわたって連日開催されるa-nation music weekの一環として、アニソンをテーマとする”ANISON GENERATION”に合わせ開催。ミニライブはもちろん、本編の制作裏話や主題歌誕生秘話などもトークされ、イベント会場限定のオリジナルグッズも販売。

- 2013年3月31日に幕張メッセ国際展示場で開催のアニメ コンテンツ エキスポ2013にて『這いよれ！ニャル子さんW×俺の彼女と幼なじみが修羅場すぎるステージイベント』が催された。合同ステージイベントでトークなど実施。

- 2013年4月7日ベルサール秋葉原で無料大型イベント『愛・ニャル子博2013』が開催された。会場は限定販売グッズの販売や、関連グッズの展示コーナーのほか、特設されたステージでのコスプレ大会、ニャル子役の阿澄佳奈を始めとするゲストが登壇するトークイベントなども開催[58]。

- 2013年8月11日にZepp DiverCity(TOKYO)にて『這いよれ！ニャル子さん「邪神召喚祭」（昼の部）』と『這いよれ！ニャル子さん「邪神再誕祭」（夜の部）』が開催された。

- 2013年10月17日に新宿ロフトプラスワンにて『這いよれ！ニャル子さんＷ 名状しがたいお疲れ様会のようなもの』が開催。

- 2014年8月17日にディファ有明にて『さらばニャル子 ファイナルカウントダウン』が開催され、昼の部と夜の部が行われる。

- 2015年4月25日、26日に行われたニコニコ超会議2015のエイベックスブース、テレビ東京コミュニケーションズブースにてウエディングドレス姿のニャル子が場内に登場した。

- 2015年5月16日に新宿バルト9にて『名状しがたいオールナイト上映会のようなもの』が開催された。

- 2015年5月30日に新宿バルト9にて『名状しがたい初日舞台挨拶のようなもの』が開催された。

- 2022年12月25日にニコニコ生放送にてオンラインイベント『這いよれ！ニャル子さん 名状しがたい10周年記念クリスマス同窓会のようなもの』が開催された。#オンラインイベントを参照。

#### 関連商品

##### CD
| 発売日         | タイトル                                                              | 規格品番                                                                |
| -------------- | --------------------------------------------------------------------- | ----------------------------------------------------------------------- |
| 2012年5月23日  | 太陽曰く燃えよカオス                                                  | AVCA-49666（CD+DVD） AVCA-49667（CD）                                   |
| 2012年5月23日  | ずっと Be with you                                                    | AVCA-49666（CD+DVD） AVCA-49669（CD）                                   |
| 2012年7月25日  | 邪神曲たち                                                            | AVCA-49837/8（OST付盤） AVCA-49839（通常盤）                            |
| 2013年2月20日  | 這いよれ! ニャル子さんW WWWキャラクターソングシリーズVOL.1 ニャル子   | AVCA-62122                                                              |
| 2013年2月20日  | 這いよれ! ニャル子さんW WWWキャラクターソングシリーズVOL.2 真尋       | AVCA-62123                                                              |
| 2013年3月20日  | 這いよれ! ニャル子さんW WWWキャラクターソングシリーズVOL.3 クー子     | AVCA-62124                                                              |
| 2013年4月10日  | 這いよれ! ニャル子さんW WWWキャラクターソングシリーズVOL.4 ハス太     | AVCA-62125                                                              |
| 2013年3月27日  | 這いよれ! ニャル子さんW WWWキャラクターソングシリーズVOL.5 珠緒       | AVCA-62126                                                              |
| 2013年3月27日  | 這いよれ! ニャル子さんW WWWキャラクターソングシリーズVOL.6 余市       | AVCA-62127                                                              |
| 2013年4月10日  | 邪名曲たち                                                            | AVCA-62285/6（初回限定盤） AVCA-62287（通常盤）                         |
| 2013年4月24日  | 恋は渾沌の隷也                                                        | AVCA-62333/B（CD+DVD） AVCA-62334（CD）                                 |
| 2013年4月24日  | 這いよれ! ニャル子さんW エンディングソングシリーズ1 RAMMに這いよるXXX | AVCA-62335/B（CD+DVD） AVCA-62336（CD）                                 |
| 2013年5月22日  | 這いよれ! ニャル子さんW エンディングソングシリーズ2 RAMMに這いよるYYY | AVCA-62337/B（CD+DVD） AVCA-62338（CD）                                 |
| 2013年7月17日  | 這いよれ! ニャル子さんW エンディングソングシリーズ3 RAMMに這いよるZZZ | AVCA-62339/B（CD+DVD） AVCA-62340（CD）                                 |
| 2013年10月16日 | 邪礼曲たち                                                            | AVCA-62969（初回限定盤） AVCA-62970（通常盤）                           |
| 2014年3月26日  | 這いよれ! ニャル子さん&這いよれ! ニャル子さんW コンプリートニャルバム | AVCA-74284(Disc1) AVCA-74285(Disc2) AVCA-74286(Disc3) AVCA-74287(Disc4) |
| 2015年5月8日   | 這いよれOnce Nyagain/きっとエンゲージ                                 | EYCA-10458                                                              |
| 2015年5月8日   | 邪選曲たち                                                            | EYCA-10459                                                              |

##### Blu-ray / DVD
- ※OVA版（『這いよれ!ニャル子さんF』）はBD版のみ発売。

| 巻数     | 発売日         | 収録話         | 初回限定版付属CD                                                                                   |
| -------- | -------------- | -------------- | -------------------------------------------------------------------------------------------------- |
| 第1巻    | 2012年6月22日  | 第1話、第2話   | ミニドラマ「宇宙麻雀大会#01」、「太陽曰く燃えよカオス」ニャルラトホテプver.                        |
| 第2巻    | 2012年7月27日  | 第3話、第4話   | ミニドラマ「宇宙麻雀大会#02」、「太陽曰く燃えよカオス」クトゥグアver.                              |
| 第3巻    | 2012年8月24日  | 第5話、第6話   | ミニドラマ「宇宙麻雀大会#03」、「太陽曰く燃えよカオス」暮井珠緒ver.                                |
| 第4巻    | 2012年9月28日  | 第7話、第8話   | ミニドラマ「混沌とした名状しがたい女子会」、「太陽曰く燃えよカオス」這いより隊G'ver.               |
| 第5巻    | 2012年10月26日 | 第9話、第10話  | ミニドラマ「学祭ゆーとぴあ 余市ストレート」、「太陽曰く燃えよカオス」クトゥルーver. (Instrumental) |
| 第6巻    | 2012年11月30日 | 第11話、第12話 | ミニドラマ「美少女ゲームは眠らない」、「太陽曰く燃えよカオス」another ver.                         |
| BD-BOX   | 2014年3月28日  | 全12話         | |
| 全話見BD | 2020年10月9日  | 全12話         | |

| 巻数     | 発売日         | 収録話         | 初回限定版付属CD                                              |
| -------- | -------------- | -------------- | ------------------------------------------------------------- |
| 第1巻    | 2013年5月31日  | 第1話、第2話   | 這いよれ!ニャル子さんW 名状しがたい特別版ラジオのようなもの 1 |
| 第2巻    | 2013年6月28日  | 第3話、第4話   | 這いよれ!ニャル子さんW 名状しがたい特別版ラジオのようなもの 2 |
| 第3巻    | 2013年7月26日  | 第5話、第6話   | 這いよれ!ニャル子さんW 名状しがたい特別版ラジオのようなもの 3 |
| 第4巻    | 2013年8月30日  | 第7話、第8話   | 這いよれ!ニャル子さんW 名状しがたい特別版ラジオのようなもの 4 |
| 第5巻    | 2013年9月27日  | 第9話、第10話  | 這いよれ!ニャル子さんW 名状しがたい特別版ラジオのようなもの 5 |
| 第6巻    | 2013年10月25日 | 第11話、第12話 | 這いよれ!ニャル子さんW 名状しがたい特別版ラジオのようなもの 6 |
| BD-BOX   | 2015年5月22日  | 全12話         |                                                               |
| 全話見BD | 2020年10月9日  | 全12話         |                                                               |

| 巻数 | 発売日                                                    |
| ---- | --------------------------------------------------------- |
| BD   | 2015年5月30日 （劇場限定版） 2015年6月19日 （初回限定版） |

這いよれ！ニャル子さん 10th Anniversary CD & Blu-ray BOX「ニャル子さんがだいたい全部入ってるBOX」
2022/12/23発売。

##### 書籍
- 『這いよれ！ ニャル子さんVISUAL FAN BOOK』 学研パブリッシング〈Gakken MOOK〉、2012年9月3日発売[59]、ISBN 978-4-05-606756-9
- 『這いよれ！ ニャル子さん ビジュアルコレクション』 学研パブリッシング〈メガミマガジンスペシャルセレクション〉、2013年6月25日発売[60]、ISBN 978-4-05-405699-2

## ドラマCD
HOBiRECORDSから発売。
- 2009年10月23日 第1弾『ドラマCD 這いよれ! ニャル子さん』
- 2010年6月25日 第2弾『ドラマCD 這いよれ! ニャル子さんEX（） 〜ドリーミー・ドリーマー〜』
- 2010年12月24日 第3弾『ドラマCD 這いよれ! ニャル子さんDX（） 〜ウィンターウォーズ〜』
- 2011年5月25日 第4弾『ドラマCD 這いよれ! ニャル子さんGX（） 〜フェイタルアトラクション〜』
- 2014年3月15日 第5弾『ドラマCD 這いよれ! ニャル子さんMX（） 〜アンリミテッドファイアワークス〜』

ナレーションは4弾まで古谷徹、5弾では新井里美が担当している。いずれも原作者逢空書下ろし。第1弾は原作1巻に沿ったストーリーだが、第2弾（『EX』）からはオリジナルストーリーで、第2弾は原作4巻の後日談に当たる。
第1弾初回版には、1分の携帯電話向けFLASHアニメ（第1期第1話）が視聴できる「シリアルID入りキャラクターカード」が同梱された。
第3弾（『DX』）初回版には、PCゲーム『這いよる!ニャル子さん大富豪Mini』（企画・開発 キャラメルBOX）がダウンロードできるシリアル入りダウンロードカードが同梱された。
第4弾（『GX』）初回版には、ニャル子と真尋が唄うオリジナルデュエットソングがダウンロードできるシリアルカードが同梱。
各巻のCLUBHOBi予約特典として、ウェブラジオ『にゃるラジ』の非売品DJCD『にゃるラジCD』が頒布された。
第5弾（『MX』）は、原作12巻ドラマCD付き限定特装版に付属。声優は主要キャスト以外はテレビアニメ版のものに変更となった。

## Web配信

### Webラジオ
HOBiRECORDSのドラマCD公式サイトより、各巻リリース前にそれぞれ『にゃるラジ』『這いよるにゃるラジ-OMEGA-』『這いよるにゃるラジ だっしゅ!』『這いよる！にゃるラジ THE MOVIE』が配信された。
正式タイトルは4シーズンとも『ドラマCD「這いよれニャル子さん」を10倍楽しく聴く方法!?』で、番組内では「ドラマCD「這いよれニャル子さん」を10倍楽しく聴く方法!? 略して、[シリーズごとのタイトル]」とタイトルコールされる。ドラマCDのページからのメニューでは2nd・3rdシーズンも『にゃるラジ』で統一されている。1stシーズンの配信ページには『ドラマCD ニャル子さんを10倍楽しく聴くラジオ?』と書かれている。パーソナリティは阿澄佳奈（ニャル子役）と松来未祐（クー子役）。
ダウンロード方式。全話バックナンバーがダウンロード可能。番組専用のメールアドレスを持たず、ふつおたをtwitterのみで募集しており、「ふついったー」（表記は不明）と称している。
にゃるラジ
2009年8月20日配信の全1回。ドラマCD第1弾（10月23日）の販促宣伝番組。
全1回。
這いよるにゃるラジ-OMEGA-
2010年4月6日・4月20日・5月7日・5月24日・6月8日・6月24日配信の全6回。ドラマCD第2弾（『EX』、6月25日発売）の販促宣伝番組。第5回と第6回には喜多村英梨（真尋役）がゲスト出演。
這いよるにゃるラジ だっしゅ!
2010年9月24日・10月19日・11月2日・11月29日・12月13日配信の5回と2011年2月10日配信の反省会からなる全6回。ドラマCD第3弾（『DX』、12月24日）の販促宣伝番組。第4回と第5回には喜多村英梨がゲスト出演。第1回で『ぱにぽにだっしゅ!』とのコラボレーションを一方的に宣言したのち、『ぱにぽに』漫画作者の氷川へきるから事後承諾を得た。
這いよる!にゃるラジ THE MOVIE
2011年3月18日・4月19日・5月2日・5月19日・5月25日更新の全5回。ドラマCD第4弾（『GX』5月25日発売）の販促宣伝番組。第4回と第5回には金田朋子（シャンタッ君役）がゲスト出演。
にゃるラジCD（這いよるにゃるラジ おかわり）
非売品DJCD。ドラマCD各巻のCLUBHOBi予約特典。『にゃるラジCD』・『にゃるラジCD VOL.2』・『にゃるラジCD VOL.3』・『にゃるラジCD VOL.4』が頒布済み。
新録。1枚目に金田朋子（シャンタッ君役）、VOL.2に古谷徹（ナレーション）、VOL.3に國府田マリ子（ルーヒー役）、VOL.4に井上喜久子（八坂頼子役）がゲスト出演。
にゃるラジ featuring帯刀帯
2011年6月13日 - 7月25日の全4回。
ドラマCD「かんなぎ家へようこそ! featuring帯刀帯」の販促宣伝番組となっている。
這いよれ! ニャル子さんＷ 名状しがたいラジオのようなもの
2013年4月15日から8月5日まで、音泉、HiBiKi Radio Stationにて隔週月曜日更新。パーソナリティは阿澄佳奈（ニャル子役）と大坪由佳（暮井珠緒役）。
2013年6月2日サンシャインシティで『這いよれ！ニャル子さんＷ 名状しがたいラジオのようなもの 公開録音イベント』が行われた。

### Web動画
ニコニコ生放送上でWeb番組『「這いよれ!ニャル子さんF」劇場公開記念!【名状しがたい組曲のようなもの】〜這いよれOnce Nyagain ／きっとエンゲージのフル尺も解禁しちゃうよスペシャル〜』が2015年3月28日に配信され、這いよれ!ニャル子さんの人気楽曲をノンストップで放送した。

### オンラインイベント
ニコニコ生放送上でオンラインイベント『這いよれ！ニャル子さん 名状しがたい10周年記念クリスマス同窓会のようなもの』が2022年12月25日に2部構成で開催。ニャル子役の阿澄佳奈、暮井珠緒役の大坪由佳、長澤剛監督、エイベックスの大胡寛二プロデューサー、MCとして大橋隆昌が出演。放送当時の思い出トークや、番組出演者が選んだエピソードの生コメンタリー、プレゼントが当たるクリスマス抽選会などが行われた。また配信チケットにはそれぞれ購入特典としてボイスメッセージが付属した。

## ゲーム
這いよれ! ニャル子さん ザ・カオス
ソーシャル・カードゲーム。2012年11月22日にそらゆめによりMobage（FP・SP両対応）にて利用提供。同社により2013年5月2日にFP版mixiゲーム、同年5月20日にSP版mixiゲームでもサービス開始、同年6月25日にGREE（FP・SP両対応）に対応。そらゆめがプラットフォームとして提供しているジュゲム！でも利用可能。現在はサービス終了。
這いよれ! ニャル子さん 名状しがたいゲームのようなもの
TVアニメ第1期のエピソードをベースにしたPlayStation Vita用ゲームソフト。5pb.の制作で2013年5月30日に発売された。通常版の他に限定版「輝くトラペゾヘドロンBOX」も同時発売された。ファミ通の40点満点のクロスレビューでは29点だった。
這いよれ! ニャル子さんW 未知なるアプリを夢に求めて
ネイティブゲームアプリ。スマートフォン向けで2013年7月11日よりApp StoreとGoogle Playより発売。パズルゲーム。現在は販売終了。
這いよれ! ニャル子さんW(ry
ソーシャル・シューティングゲーム。2013年9月23日よりYahoo!モバゲーでサービス開始。現在はサービス終了。

## その他出演作品・コラボレーション
ゲーム
- テレビアニメ「這いよれ！ニャル子さん」と『Xenepic Online』がコラボレーションした。
- 『嫁コレ』にてテレビアニメ「這いよれ！ニャル子さん」とのニャル子とクー子のボイスカードが配信。
- 「這いよれ！ニャル子さん ザ・カオス」のサービス開始を記念してソーシャル・カードゲーム『戦国SAGA』内でコラボレーションも行われた。
- 『ヴィクトリースパーク』に「這いよれ！ニャル子さん」「這いよれ！ニャル子さんW」が参戦した。
- 『燐光のレムリア』にて「這いよれ！ニャル子さんW」のコラボレーションが実施された。
- 『Le Ciel Bleu 〜ル・シエル・ブルー〜』にて「這いよれ！ニャル子さんW」のコラボレーションが実施された。
- 「這いよれ！ニャル子さんW」とカードバトル位置情報ゲーム『ジョリーロジャー 〜謎の文明と海賊島〜』がコラボレーションをおこなった。
- 『超嫁大戦』に「這いよれ！ニャル子さんw」が参戦した。
- 『ELSWORD』にてアバターやクエストに「這いよれ！ニャル子さんw」が使用された。
- 『這いよれ！ニャル子さん』OP曲の「太陽曰く燃えよカオス」が『pop'n music Sunny Park』に使用された。
- タイトーのアーケードゲーム『グルーヴコースター』に「這いよれ！ニャル子さんw」OP曲の恋は渾沌の隷也が収録されている。
- PS Vita用ソフト『ミラクルガールズフェスティバル』にキャラクターモーションが登場し、太陽曰く燃えよカオスと、恋は渾沌の隷也を収録。
- MORPG『CLOSERS』でコラボコスチュームが販売された。
- 『バンドリ! ガールズバンドパーティ!』で恋は渾沌の隷也、太陽曰く燃えよカオスが配信された。

店舗
- 秋葉原の@ほぉ〜むカフェで2012年4月10日から5月9日にかけてコラボキャンペーンが行われ、限定メニューの提供やグッズが配布された。
- 秋葉原のメイド喫茶のキュアメイドカフェとインターネットスクウェアのワンダーカフェで2012年6月22日から7月1日にかけて「這いよれ！ニャル子さんカフェ」というキャンペーンが行われた。オリジナルメニューが提供され、オリジナルメニューの注文者には限定のコースターが配布された。キュアメイドカフェは2013年5月17日から6月2日にかけても「『這いよれ！ニャル子さんW』カフェ」として新たなメニューでコラボカフェを実施し、また注文者に配布されるカードをグッドスマイル＆カラオケの鉄人カフェのニャル子コラボ期間中に持っていくと特別なサービスが受けられるという連動キャンペーンも行った。
- グッドスマイル&カラオケの鉄人カフェで2012年8月15日から9月2日にかけてコラボカフェ「這いよる混沌Cafe」が行われ、コラボメニューの提供されるなどした。2013年6月4日から6月23日にかけても「『這いよれ！ニャル子さんW』カフェ」として提供され、またキュアメイドカフェとの連動キャンペーンも行われた。
- ゴーゴーシステムのゴーゴーカレーにて2013年4月〜6月の3か月コラボキャンペーンが行われ、第1弾はカツカレー注文者に枚数限定でオリジナルクリアファイルを無料配布。第2弾は5月5日のゴーゴーバースデー （ゴーゴーカレーの誕生日）に海外を含む すべての店舗でニャル子さんのイラストの入ったオリジナルTシャツを着用し、ゴーゴーバースデーを祝った。他、ゴーゴーカレー店内ムービー「Gチャンネル」にも阿澄佳奈のオリジナルコメントの入ったプロモーション映像が登場した。
- ビッグエコー秋葉原駅前店に2013年6月4日から同年11月30日まで『這いよれ！ニャル子さんw』のコラボレーションルームが設置された。

フリーペーパー
- 『這いよれ! ラジ館 』 フリーペーパー「ラジ館」とのコラボレーション（2013年MAY号外伝）。2013年5月8日発刊。

イベント
- 本作と同じGA文庫の『俺の彼女と幼なじみが修羅場すぎる』のテレビアニメの合同イベントやグッズの販売が行われた。

テレビアニメ
- 本作と同じGA文庫の『のうりん』のテレビアニメ第4話にポスターイラストとして登場。
- テレビアニメ『Wake Up, Girls!』第2話に劇中歌として「太陽曰く燃えよカオス」が使用された。